# الآثار الاقتصادية للتسرب النفطي في ديب واتر هورايزن
تتناول هذه المقالة تأثير كارثة ديب واتر هورايزون وما نتج عنها من تسرب نفطي على الاقتصادات العالمية والوطنية وصناعة الطاقة.
خلال الحادثة التي وقعت في 20 أبريل عام 2010 وبعد أسابيع منها، جرت مناقشة التسرب النفطي في ديب واتر هورايزون عام 2010 باعتباره كارثة ذات عواقب بعيدة المدى كافية للتأثير على الاقتصادات والأسواق والسياسات العالمية. ومن المحتمل أن تتضمن العواقب تحولات هيكلية في سياسة الطاقة، وأسواق التأمين وتقييم المخاطر، والمسؤوليات المحتملة لعشرات المليارات من الدولارات الأمريكية لشركة واحدة أو أكثر من الشركات الكبيرة والمعروفة - بشكل أساسي شركة بي بّي.

## التأثير على الصناعة العالمية

### التأثير على صناعة النفط
كرد فعل على الكارثة، أمر الرئيس باراك أوباما في 30 أبريل الحكومة الفيدرالية بإيقاف إصدار عقود إيجار حفر بحرية جديدة حتى يحدد التقييم ما إذا كانت هناك حاجة إلى المزيد من أنظمة السلامة وأذن للفرق بالتحقيق في 29 حفارًا للنفط في الخليج في محاولة لتحديد سبب الكارثة. وفي وقت لاحق فرضت وزارة الداخلية الأمريكية وقفًا مؤقتًا للتنقيب البحري لمدة ستة أشهر (أقل من 500 قدم (150 مترًا) من الماء). وأمر وزير الداخلية كين سالازار بإجراء عمليات تفتيش فورية لجميع عمليات المياه العميقة في خليج المكسيك. ويقوم مجلس تقييم سلامة الجرف القاري الخارجي داخل وزارة الداخلية بتقديم توصيات لإجراء أنشطة الحفر في الخليج. وعلق العمل على 33 منصة حفر. وجرى تحدي ذلك من قبل العديد من شركات الحفر والخدمات النفطية. في 22 يونيو حكم القاضي الفيدرالي للولايات المتحدة مارتن ليتش كروس فيلدمان في محكمة مقاطعة الولايات المتحدة للمنطقة الشرقية من لويزيانا في قضية شركة هورنبيك للخدمات البحرية إل إل سي ضد سالازار برفع تعليق العمل لأنه وجده غامضًا جدًا، وغير مبررًا بشكل كافٍ. ثم استأنفت وزارة العدل أمام محكمة الاستئناف بالدائرة الخامسة، والتي وافقت على طلب جلسة استماع عاجلة. وكان من المقرر أن تستمع هيئة من ثلاثة قضاة إلى المرافعات الشفوية في 8 يوليو.
قال سالازار في 30 يونيو إنه «يعمل بجد لوضع اللمسات الأخيرة على وقف نشاط حفر بحري جديد». وقال مايكل برومويتش، رئيس مكتب إدارة وتنظيم وإنفاذ طاقة المحيطات الذي تأسس حديثًا، إن سجل «الأداء السيئ والأداء المميت» من قبل شركة نفط يجب اعتباره «عاملًا ذا صلة» بالنسبة للحكومة عندما تقرر ما إذا كان يجب منح هذه الشركة عقود إيجار حفر مستقبلية. وخطط النائب جورج ميللر لتقديم مشروع قانون إصلاح الطاقة للنظر في مجلس النواب الأمريكي، والذي ينص على أن سجل سلامة الشركة يجب أن يأخذ في الاعتبار قرارات التأجير. ومن خلال هذا التعديل يريد منع شركة بي بّي من استئجار أي منطقة بحرية إضافية لمدة سبع سنوات بسبب «السجل الكبير للانتهاكات الخطيرة لسلامة العمال والبيئة». 
في 28 أبريل أصدر مجلس الطاقة الوطني الكندي، الذي ينظم التنقيب البحري في القطب الشمالي الكندي وعلى طول ساحل كولومبيا البريطانية، خطابًا إلى شركات النفط يطلب إليها شرح حججها ضد قواعد السلامة التي تتطلب آبار إغاثة في نفس الموسم. وبعد خمسة أيام قال وزير البيئة الكندي جيم برنتيس إن الحكومة لن توافق على قرار تخفيف لوائح السلامة أو البيئة لمشروعات الطاقة الكبيرة. وفي 3 مايو سحب حاكم كاليفورنيا أرنولد شوارزنيجر دعمه لخطة مقترحة للسماح بمشاريع الحفر البحرية الموسعة في كاليفورنيا. وفي 8 يوليو دعا حاكم فلوريدا تشارلي كريست لعقد جلسة خاصة للمجلس التشريعي للولاية لصياغة تعديل لدستور الولاية يحظر التنقيب البحري في مياه الولاية، وهو ما رفضه المجلس التشريعي في 20 يوليو.
ذكرت إدارة معلومات الطاقة الأمريكية (إي أي إيه) أنه في عام 2010 جاء 23.5% من إنتاج النفط الأمريكي من التنقيب البحري في خليج المكسيك وكانت الحجة الرئيسية في الجدل حول التنقيب البحري في الولايات المتحدة هي جعل الولايات المتحدة أقل اعتمادًا على النفط المستورد. وقد نما الاعتماد الأمريكي على الواردات من 24% في عام 1970 إلى 66% في عام 2008.
أعرب المسؤولون المحليون في لويزيانا عن قلقهم من أن الوقف الاختياري المفروض ردًا على التسرب من شأنه أن يضر باقتصاديات المجتمعات الساحلية إذ توظف صناعة النفط نحو 58000 من سكان لويزيانا وتخلق 260.000 وظيفة أخرى مرتبطة بالنفط، وهو ما يمثل نحو 17% من جميع وظائف لويزيانا.

### التأثير على سوق التأمين وإعادة التأمين العالمي
في وقت وقوع الكارثة، قيل إنه لم يكن هناك سوى 4 شركات قادرة على تأمين مخاطر بهذا الحجم. ولم يعرف تأثير ديب واتر هورايزون حتى الآن على التأمين وإعادة التأمين والأسواق العالمية الأخرى بسبب التحول في المخاطر النظمية. وحتى وقوع هذا الحادث، كان يعتبر فقدان منصة شبه مغمورة بالكامل بهذه الطريقة «مأساة غير مسبوقة» وعلق أحد الضامنين في شركة بريتشارد كابيتال «لم يحدث أبدًا أن تحترق شبه جزيرة في البحر وتغرق تمامًا. لتضمين ذلك كخطر. ربما يكلف هذا من 10،000 دولار إلى 15،000 دولار أمريكي إضافي يوميًا في تأمين الحفارات. سيعوضونه عن طريق فرض المزيد على أساس كل منصة حفر».

## التأثير على اقتصاد المملكة المتحدة
حذرت منظمة الاستثمار الدولي، التي تتخذ من واشنطن مقرًا لها للاستثمار الخارجي في الولايات المتحدة، في أوائل يوليو من أن الخطاب السياسي المحيط بالكارثة من المحتمل أن يضر بسمعة جميع الشركات البريطانية التي لها عمليات في الولايات المتحدة وأثارت موجة من الحمائية الأمريكية التي منعت الشركات البريطانية من الفوز بالعقود الحكومية، وتقديم تبرعات سياسية، وكسب التأييد.

## التأثير على الاقتصاد الأمريكي

### مصائد الأسماك
في خطة الاستكشاف الأولية لشركة بي بّي، المؤرخة في 10 مارس عام 2009، قالت إنه «من غير المحتمل أن يحدث تسرب عرضي» و«لا يُتوقع أي أنشطة ضارة» لمصائد الأسماك أو موائل الأسماك. وفي 29 أبريل عام 2010 أعلن حاكم ولاية لويزيانا بوبي جندال حالة الطوارئ في الولاية بعد أن توقعت تنبؤات الطقس أن تصل بقعة النفط إلى ساحل لويزيانا. وجرى افتتاح موسم طارئ لجمع الجمبري في 29 أبريل بحيث يمكن صيدها قبل أن يتقدم النفط المتسرب. وبحلول 30 أبريل تلقى خفر السواحل الأمريكي تقارير تفيد بأن النفط بدأ يستنزف ملاجئ الحياة البرية ومناطق المأكولات البحرية على ساحل خليج لويزيانا. وفي 22 مايو عام 2010 صرح مجلس ترويج وتسويق المأكولات البحرية في لويزيانا أن 60% إلى 70% من مناطق حصاد المحار والسرطان الأزرق و70% إلى 80% من مصائد الأسماك الزعنفية ظلت مفتوحة. وأغلقت وزارة الصحة والمستشفيات في لويزيانا عشرة مهاد محار إضافية في 23 مايو، جنوب لافاييت، لويزيانا، مستشهدة بتقارير مؤكدة عن وجود النفط على طول الساحل الغربي للولاية.
في 2 مايو من عام 2010 أغلقت الإدارة الوطنية للمحيطات والغلاف الجوي الصيد التجاري والترفيهي في المياه الفيدرالية المتأثرة بين مصب نهر المسيسيبي وخليج بينساكولا. وضم الإغلاق في البداية 6814 ميلًا مربعًا (17650 كم 2). وبحلول 21 يونيو زادت الإدارة الوطنية للمحيطات والغلاف الجوي المنطقة الخاضعة للإغلاق أكثر من اثني عشر ضعفًا، بما في ذلك بحلول ذلك التاريخ 86،985 ميلًا مربعًا (225،290 كم 2)، أو ما يقرب من 36% من المياه الفيدرالية في خليج المكسيك، وتمتد على طول الساحل من خليج أتشافالايا، من لويزيانا حتى بنما سيتي بفلوريدا. وفي 24 مايو أعلنت الحكومة الفيدرالية كارثة مصائد الأسماك في ولايات ألاباما ومسيسيبي ولويزيانا. وكانت تقديرات التكلفة الأولية لصناعة صيد الأسماك 2.5 مليار دولار.